# Parafia Matki Bożej Częstochowskiej w Starogrodzie
Parafia Matki Bożej Częstochowskiej w Starogrodzie – parafia rzymskokatolicka należąca do dekanatu siennickiego diecezji warszawsko-praskiej, metropolii warszawskiej. 
W parafii posługują księża diecezjalni. 

## Zasięg parafii
W granicach parafii znajdują się miejscowości: Nowy Starogród, Ptaki, Starogród.